# یوهان گئورگ پینسل
یوهان گئورگ پینسل (لهستانی: Johann Georg / Jan Jerzy Pinsel; ۱ ژانویهٔ ۱۷۰۷ – تاریخ ورودی نامعتبر است) مجسمه‌ساز اهل مشترک‌المنافع لهستان–لیتوانی بود.